# 15612 Parkmincheol
15612 Parkmincheol eller 2000 GV133 är en asteroid i huvudbältet som upptäcktes den 7 april 2000 av LINEAR i Socorro County, New Mexico. Den är uppkallad efter Park Mincheol.
Asteroiden har en diameter på ungefär 5 kilometer och den tillhör asteroidgruppen Eos.